# اچ‌ام‌اس ال۱۴
اچ‌ام‌اس ال۱۴ (به انگلیسی: HMS L14) یک زیردریایی بود که طول آن ۲۲۸ فوت (۶۹ متر) بود. این زیردریایی در سال ۱۹۱۸ ساخته شد.